# 藤原ヒロシ
藤原 ヒロシ（ふじわら ひろし、1964年2月7日 - ）は、三重県伊勢市出身のファッション・カルチャープロデューサー、音楽プロデューサー、作曲家、編曲家。fragment design主宰。京都精華大学ポピュラーカルチャー学部客員教授。

## 来歴
1964年、三重県伊勢市出身。父は競輪選手の藤原武。中学時代パンクに染まる。セツ・モードセミナー中退。高校時代から新宿のディスコ「ツバキハウス」へ通い、1982年に大貫憲章主催のクラブ・イベント「ロンドン・ナイト」でのファッション・コンテスト優勝。ロンドン行きのチケットを手にし1ヶ月滞在。ロンドンではセックス・ピストルズプロデューサーでありヴィヴィアン・ウエストウッドのパートナーだったマルコム・マクラーレンと交流した。
マルコムの勧めにより、ヒップホップカルチャーを体験すべく、翌1983年にニューヨークへ渡航。帰国後、東京でディスクジョッキーの活動を開始。黎明期であった東京のクラブシーンで「スクラッチ」を披露するなど、NYで得た最先端のスキルとセンスを導入。1985年高木完とのヒップホップユニット、タイニー・パンクス結成。1986年には日本初のクラブミュージックレーベルであるMAJOR FORCEに参画。DJ HEYTAに師事してハウスミュージックのディスクジョッキーとしての活動。1986年ごろ、高木完とともに近田春夫にヒップホップ文化を紹介した。
1990年代からは音楽プロデューサー、作曲家、編曲家として活動の場を広げ、小泉今日子、藤井フミヤ、UAらのプロデュースを手掛けた。2006年、ディスクジョッキーを廃業。ギター演奏による音楽活動を始める。2011年にYO-KINGとのユニットAOEQを結成し、同時にソロのシンガーソングライターとして活動。
ファッション・カルチャープロデュース業においては、1990年代、それまで培ったパンク、スケートボード、ヒップホップのストリートカルチャーをハイファッション・芸術と融合させ、NIGO・高橋盾らと共に裏原宿系ブームのストリート雑誌のグラビアページに掲載された。
2022年5月26日、LOVEをはぐくむ家族型ロボット『LOVOT(らぼっと)』を開発するロボットベンチャーのGROOVE X 株式会社のCCO（チーフ・クリエイティブ・オフィサー）に就任。

## コラボレーション
デザイン集団「Fragment Design」主催で、ナイキ、リーバイス、ステューシー、バートン、ヘッドポーター、グットイナフなどのファッションブランドと商品発表。
2008年、村上隆と共同アートコレクション展「Hi&Lo」開催。
2011年、スターバックスコーヒー表参道B-SIDE店全面リニューアルオープン（2019年3月26日閉店）。
2016年、ルイ・ヴィトンのメンズアーティスティック・ディレクターであるキム・ジョーンズからの依頼で、7月、伊勢丹新宿店メンズ館ルイ・ヴィトンポップアップストアにてFragment Designと商品発売。翌2017年には渋谷区にて期間限定オープン。
2018年6月にはモンクレールと商品発売。8月には、ソニービル跡地の銀座ソニーパーク地下にてコンビニエンスストアをテーマにしたコンセプトショップ「ザ・コンビニ」出店。同月、スターバックス☓Fragment Design☓ファイヤーキングとマグカップ発売。また、藤原とポケモンによる共同プロジェクト「THUNDERBOLT PROJECT」発足。11月に銀座ソニーパークにてポップアップストアを限定オープン。同月にはタグ・ホイヤーと商品発売。
2020年、MIYASHITA PARKの屋上公園に唯一存在するスターバックスの店舗(スターバックスコーヒーMIYASHITA PARK店)をプロデュース。また、都内の私立 青稜中学校・高等学校の新制服をプロデュース。
2021年、台湾のパソコンメーカーMicro-Star Internationalとクリエイター向けノートPCの限定モデル「Creator Z16 Hiroshi Fujiwara Limited Edition（Creator-Z16-Hiroshi-Fujiwara-0207JP）」発表。
2022年11月9日、自身がCCOを務めるロボットベンチャーのGROOVE X 株式会社が開発する『LOVOT』の『FRAGMENT EDITION』を発表。伊勢丹新宿店 メンズ館1階 プロモーションにて、ポップアップストアを限定オープン。

## ディスコグラフィ

### アルバム
- SUBLIMINAL CALM（SUBLIMINAL CALM、1992年）
- L.M.X（LUV MASTER X、1993年）
- HIROSHI II HIROSHI VOL.1（HIROSHI II HIROSHI、1993年）
- NOTHING MUCH BETTER TO DO（1994年）
- HIROSHI FUJIWARA IN DUB CONFERENCE（1995年）
- ユーリサウンドトラック（1996年）
- BEST（1997年）
- REMIXES（2001年）
- MARCHIN' ROUND THE WORLD（ELI+HIROSHI、1999年）
- DUB RELOAD（ELI+HIROSHI、2000年）
- MUSIC FOR UNDERCOVER+FLOWERS（2001年）
- MELLOW WORKS OF HIROSHI FUJIWARA（2003年）
- SAMETAPE?（2003年）
- CLASSIC DUB CLASSICS（2005年）
- LIVE@FIL（藤原ヒロシ＋INO hidefumi、2008年）
- LIVE@HOME（藤原ヒロシと曽我部恵一、2009年）
- manners（2013年）
- slumbers（2016年）
- slumbers 2（2020年）

### シングル
- GETTING OVER YOU（1994年）
- TURN MY BACK（1994年）
- NATURAL BORN DUB（1995年）
- I DANCE ALONE（1996年）
- (SUN IS MELLOW LIKE A)TANGELINE（ELI+HIROSHI、1999年）
- ARMS OF THE BLACK SKY（ELI+HIROSHI、2000年）
- TROUBLE WOMAN IN LOVE（ELI+HIROSHI、2001年）
- LOST CHILD（藤原ヒロシ＋大沢伸一feat.クリスタル・ケイ　2001年）
- LA DOLCE VITA（2001年）
- SWANLAKE（2005年）
- Cappuccino feat.Eric Crapton（2006年）
- この先に（2012年）
- かすかなしるし（2013年）
- f.o.（2013年）
- sophia（2013年）
- horizon（2013年）

### 監修
- HIROSHI’S KICK BACK(PRIVATE MIX)VOL.1（2004年）
- HIROSHI’S KICK BACK(PRIVATE MIX)VOL.2（2005年）
- Crue-L Mellow（2007年）

### 参加作品
- コラボレーションアルバム「30th anniversary THE BLUE HEARTS re-mix『re-spect』」（2016年1月27日） - 「青空」[4]

## 出演

### テレビ
- FM-TV（フジテレビ、1987年）
- おやすみ日本（NHK、2018年）[注 1]
- FUJIYAMA MID-NIGHT-FISHING サカナクション山口一郎とのトーク番組（BSフジ「MUSIC:S」2018年7月7日から不定期レギュラーシリーズ）

### テレビドラマ
- THE TRUTH（2023年12月6日 - 12月27日、テレビ東京） - 藤原ヒロシ（本人） 役[5]

### ラジオ
- JUN SOUND POOL（J-WAVE、2013年10月5日 - 2016年3月26日） - ナビゲーター
- THE CULTURE|JUN THE CULTURE（J-WAVE、2016年4月2日 - 、毎週土曜14:10 - 14:30、『SEASONS』内包番組） - ナビゲーター

## 音楽担当
- バナナチップス・ラヴ（1991年　フジテレビ）
- 鎌倉恋愛委員会（1991年　TBSテレビ）
- アルファベット2/3（1992年　フジテレビ）
- ほんとにあった怖い話 スペシャル1（1999年 フジテレビ）

## 出版
- PERSONAL EFFECTS（2009年、マガジンハウス）
- 川勝正幸（編著）、藤原ヒロシ（監修）『丘の上のパンク 時代をエディットする男・藤原ヒロシ半生記』小学館、2009年3月。ISBN 978-4093876056。2022年11月3日閲覧。